# 壮獾蛛
壮獾蛛（学名：Trochosa robusta）为狼蛛科獾蛛属的动物。分布于欧洲、俄罗斯以及中国大陆的新疆等地，常见于棉田。该物种的模式产地在欧洲。